# Tang Jiali
Tang Jiali (湯加麗T, 汤加丽S, Tāng JiālìP) (Hefei, 13 luglio 1976) è una ballerina e modella cinese, diventata famosa in patria nel 2003 per essere stata la prima donna ad aver pubblicato un libro di fotografie di nudo artistico di se stessa, grazie all'abolizione delle restrizioni governative sulla vendita e distribuzione di materiale di genere erotico.
Nel 2002, Tang Jiali ha pubblicato il suo primo libro di fotografie, intitolato The Bodyart Portray of Tang Jiali, nel quale erano presenti fotografie di nudo artistico frontale totale della ballerina. Più tardi, nel 2004, sono stati pubblicati due sequel intitolati Bodyart Photographs of Tang Jiali e Portray of Tang Jiali, entrambi contenenti ulteriori foto di nudo di Tang, possibilmente più espressive e rivelatrici dell'opera precedente.